# Chris Lachotta
Chris Lachotta (Frankfurt am Main, 6 november 1959 - München, 8 juni 2016) was een Duitse contrabassist in de jazz.

## Biografie
Lachotta studeerde klassiek contrabas, daarna jazzbas aan Vermont Jazz Center bij Attila Zoller, Steve Gilmore en Keith Copeland en (vanaf 1991) Brooklyn College of Music. Hij had verder les bij Rufus Reid, Red Mitchell, Dave Holland, Jeff Fuller en Kenny Werner.
Lachotta werkte bij het kamerorkest van Festival Strings Lucerne, trad meerdere keren op met het Rundfunkorchester des Bayerischen Rundfunks en was bij het Deutschen Theater München betrokken bij producties als Kiss me Kate. Tevens was hij actief als theatermusicus bij de Münchner Kammerspiele. In de jazz speelde hij met Kenny Wheeler, Mal Waldron, Monty Waters, Horace Tapscott, Joe Bonner, Pat en Joe LaBarbera, Claudio Roditi, Marcus Woelfle, Joe Kienemann en Kirk Lightsey. Hij trad veel op met de groep Embryo (Ni Hau, 1996). Met de groep van Christian Krischkowsky nam hij enkele albums op (TS Bremen en 55 Days). Hij was lid van de groep van Steve Reid (Live in Europe) en het trio van David Gazarov (Black Vision, Autumnal Giant Steps). Hij is te horen op albums van Michael Hornstein, Jenny Evans, Bernhard Ullrich en Embryo. Vanaf 2002 was hij ook lid van de comedy'-groep Table for Two. Met de groep Alamto begeleidde hij de trommelvirtuoos Hadi Alizadeh.
Lachotta overleed na een kort ziekbed.